# Pachycara microcephalum
Pachycara microcephalum es una especie de pez de la familia de los Zoarcidae en el orden de los perciformes.

## Morfología
- Las hembras pueden alcanzar 7,7 cm de longitud total.
- Número de vértebras: 93.[1]

## Hábitat
Es un pez de mar y de aguas profundas que vive entre 1.462-1.505 m de profundidad

## Distribución geográfica
Se encuentra al suroeste de Islandia.

## Observaciones
Es inofensivo para los humanos. 